# Pernilla Andersson
Pernilla Maria Theresa Andersson Dregen, född 10 december 1974 i Stockholm, är en svensk musiker och musikproducent.

## Bakgrund
Andersson är uppvuxen i Hässleholm och Kristianstad, och har en masterexamen från Kungliga Musikhögskolan i Stockholm.
Andersson har bland annat uppträtt som förband till Eagles, Bryan Ferry, Katie Melua och Joshua Radin.
År 2001 producerade hon Svante Thuressons album Nya Kickar för EMI/Capitol.
Andersson skrev musiken till filmen Regnmannen.
Andersson har blivit grammisnominerad som "Årets kompositör", "Årets artist" och "Årets singersongwriter" för albumen Ö, Ashbury Apples samt Tiggrinnan.

## Samhällsengagemang
Andersson är engagerad i samhällsfrågor som rör jämställdhet och rättvisa, både i musikbranschen och generellt.
Hennes far led av Alzheimers. Hans vård fick Andersson att publikt peka på brister i äldrevården. Efter hans död 2019 startade hon Stiftelsen Pernilla Andersson Dregen, som syftar till att förbättra vården för personer Alzheimers och andra kognitiva hjärnsjukdomar.

## Priser och utmärkelser
- 2001 – SKAP:s stipendium
- 2011 – Ulla Billquist-stipendiet
- 2013 – Sir George Martin Music Award[8]
- 2021 – Olle Adolphson Stipendiet[9]

## Diskografi

### Album
- 1999 – My Journey
- 2000 – All Smiles
- 2004 – Cradlehouse
- 2007 – Baby Blue
- 2007 – The Big Coverup
- 2008 – Gör dig till hund
- 2009 – Ashbury Apples
- 2010 – Ö
- 2011 – Ö – Deluxe
- 2012 – Tre och en flygel Live
- 2012 – Det är en spricka i allt, det är så ljuset kommer in
- 2016 – Tiggrinnan
- 2017 – Vintersånger från Garbo
- 2021 – Samma dag som Elvis